# Mario Abbate
Pour les articles homonymes, voir Abbate.
Mario Abbate (né à Naples le 8 août 1927 et mort dans la même ville le 6 août 1981) était un chanteur et acteur italien, connu en tant qu'interprète de chansons napolitaines.

## Biographie
Mario Abbate se produit en public à l'âge de 12 ans. Après la Seconde Guerre mondiale, il se consacre à des études de chant et remporte en 1951 un concours à la RAI. Il rejoint l'orchestre de Cinico Angelini en tant que chanteur. Sa carrière culmine à la fin des années 1950. Il participe au Festival de Sanremo en 1962 et 1963. Il est connu pour son interprétation de chansons napolitaines comme Mare verde.
Mario Abbate a joué  dans trois films italiens : ...e Napoli canta! (1953), Accadde al commissariato (1954) et Opération San Gennaro (1966). 
Mario Abbate est décédé le 6 août 1981,.

## Discographie
Albums
- 1965 : Melodie popolari italiane (Vis Radio, ViMT 08437)
- 1966 : Melodie popolari italiane vol. 2 (Vis Radio, ViMT 08438)
- 1966 : Melodie popolari italiane vol. 3 (Vis Radio, ViMT 08439)
- 1967 : Melodie popolari italiane vol. 4 (Vis Radio, ViMT 08440)
- 1967 : Mario Abbate (Vis Radio, ViMT 08456)
- 1971 : Mario Abbate (MA Record, LPMA 101)
- 1972 : 'O mare 'e Margellina (Bella Record, BRLP 10 003)
- 1972 : Piscatore 'e Pusilleco (Bella Record, BRLP 10 004)
- 1972 : Signora contadina (Bella Record, BRLP 10 005)
- 1973 : Nun chiammate a legge (Bella Record, BRLP 10 006)
- 1973 : Reginella (Bella Record, BRLP 10 019)
- 1974 : Brava gente (Zeus Record, Zeus BE 0057)
- 1974 : Tradimento all'omertà (Zeus Record, Zeus BE 0059)
- 1975 : Chisto è 'o paese d'o sole (Zeus Record, Zeus BE 0068)
- 1976 : Salvatore e Maria (PRG Record, PRG 3001)
- 1977 : Con tanto amore (Rca Record, Rca NL 31328 GKAY29954)

Singles
- 1951 : Che t'aggio fatto 'e male/A spasso cu 'e stelle (Vis Radio, Vi-4337)
- 1951 : Malafemmina/Pusilleco (Vis Radio, Vi-4339)
- 1957 : 'A sunnambula/Nanassa (Vis Radio, ViMQN 36038)
- 1958 : Suonno a Marechiaro/Si nasco 'n'ata vota (Vis Radio, ViMQN 36143)
- 1958 : Suonno a Marechiaro/Chiove a zeffunno (Vis Radio, ViMQN 36148)
- 1958 : Che m'he fatto/Fravulella (Vis Radio, ViMQN 36212)
- 1958 : 'O cunto 'e Palummella/'O fachiro (Vis Radio, ViMQN 36214)
- 1958 : Zitto oj core/Mi a credere Mmaculà (Vis Radio, ViMQN 36217)
- 1958 : Zitto oj core/'A staggione 'e l'ammore (Vis Radio, ViMQN 36284)
- 1958 : 'O guappo de canzone/Se saglie co' core (Vis Radio, ViMQN 36294)
- 1958 : 'O cunto 'e Palummella/Suarè (Vis Radio, ViMQN 36295)
- 1958 : 'O vico de chitarre/Frennesia (Vis Radio, ViMQN 36309)
- 1959 : 'E scalelle do paraviso/Campagnola 'e quinnice anne (Vis Radio, ViMQN 36446)
- 1959 : Accussì/Primmavera (Vis Radio, ViMQN 36478)
- 1959 : Passiuncella/Si tu! (Vis Radio, ViMQN 36479)
- 1959 : Vieneme 'nzuonno/'Mbraccio a tte (Vis Radio, ViMQN 36480)
- 1959 : Padrone d'o mare/'A rosa rosa (Vis Radio, ViMQN 36481)
- 1959 : Tenimmece pa mano/Capricciosella... (Vis Radio, ViMQN 36494)
- 1959 : E' bello 'o mare/Io sò napulitano (Vis Radio, ViMQN 36497)
- 1959 : Lettere stracciate/L'uocchie ca parlano (Vis Radio, ViMQN 36498)
- 1959 - Pecchè si femmena/'O peccatore (Vis Radio, ViMQN 36515)
- 1959 - Aria 'e Pusilleco/E scenne 'a sera (Vis Radio, ViMQN 36521)
- 1959 - 'O tesoro 'e Napule/Ammore chesto fà! (Vis Radio, ViMQN 36523)
- 1960 - Siente a me/Pecchè si femmena (Vis Radio, ViMQN 36544)
- 1960 - Marenarella/Pè tutta vita (Vis Radio, ViMQN 36548)
- 1960 - Il mare/Romantica (Vis Radio, ViMQN 36552)
- 1960 - Perderti/Splende il sole (Vis Radio, ViMQN 36558)
- 1960 - Palomma/Brava gente (Vis Radio, ViMQN 36563)
- 1960 - Reginella/'O zampugnaro 'nnammurato (Vis Radio, ViMQN 36564)
- 1960 - Nnammurata da fantasia/Nun so cchiù niente pe tte (Vis Radio, ViMQN 36574)
- 1960 - Creatura mia/Incontro al sole (Vis Radio, ViMQN 36575)
- 1960 - Tu si napulitana/Pecchè nun tuorne? (Vis Radio, ViMQN 36577)
- 1960 - Serenata a Margellina/Uè, uè che femmena (Vis Radio, ViMQN 36593)
- 1960 - Nuvole/Stasera, si... (Vis Radio, ViMQN 36599)
- 1960 - Note d'ammore/Stasera, si... (Vis Radio, ViMQN 36599)
- 1960 - 'E stelle cadente/Musica 'mpruvvisata (Vis Radio, ViMQN 36600)
- 1961 : Pa stessa via/Oj luna, lù (Vis Radio, VLMQN 056021)
- 1961 - Nisciuno me pò da/'Na bella bruna (Vis Radio, VLMQN 056029)
- 1961 - Mandolino...mandolino/Serenata a chi mi vuol bene (Vis Radio, VLMQN 056044)
- 1961 - Nustalgia/Chella de suonne... (Vis Radio, VLMQN 056047)
- 1961 - Core e musica/Ogne minuto (Vis Radio, VLMQN 056048)
- 1961 - Friccicarella/'Nu suonno... (Vis Radio, VLMQN 056052)
- 1961 - Te pigliato 'o sole/Mare verde (Vis Radio, VLMQN 056071)
- 1961 - 'Ncantesimo sott'a luna/T'aspettavo (Vis Radio, VLMQN 056074)
- 1961 - 'E ddoje Lucie/Tu sempe (Vis Radio, VLMQN 056081)
- 1961 - Settembre cu mme/Cunto 'e lampare (Vis Radio, VLMQN 056084)
- 1961 - Ombra/Triste autunno (Vis Radio, VLMQN 056085)
- 1961 - Vasanno stu cuscino/Suonno a mare (Vis Radio, VLMQN 056086)
- 1961 - 'O ventaglio giappunese/Portalettere 'nnammurato (Vis Radio, VLMQN 056102)
- 1961 - Bè bè bè/Ma pecchè (Vis Radio, VLMQN 056103)
- 1961 - 'E ddoje Lucie/Nustalgia (Vis Radio, VLMQN 056110)
- 1961 - Santa Lucia/'O balcone 'e rimpetto (Vis Radio, VLMQN 056111)
- 1961 - Vico 'e notte/'O studentiello (Vis Radio, VLMQN 056112)
- 1962 : Tango italiano/Gondolì gondolà (Vis Radio, VLMQN 056117)
- 1962 - Vestita di rosso/Nel seme di un fiore (Vis Radio, VLMQN 056118)
- 1962 - Strada dei sogni/Dinta sta varchetella (Vis Radio, VLMQN 056125)
- 1962 - E' maggio e chiove/Spaccalegna (Vis Radio, VLMQN 056127)
- 1962 - Mandulino 'e Santa Lucia/Notte 'ncampagna (Vis Radio, VLMQN 056132)
- 1962 - 'O studentiello/Serenata a chi mi vuol bene (Vis Radio, VLMQN 056134)
- 1962 - Marechiaro e Mergellina/'Na freva nova (Vis Radio, VLMQN 056136)
- 1962 - Serenella mia/Nel seme di un fiore (Vis Radio, VLMQN 056137)
- 1962 - Grazie/'Na freva nova (Vis Radio, VLMQN 056142)
- 1962 - Nuttata 'e luna/Marechiaro e Mergellina (Vis Radio, VLMQN 056146)
- 1962 - Violino tzigano/Margellina, Catarì (Vis Radio, VLMQN 056156)
- 1962 - Luna caprese/Io, te vurria vasà (Vis Radio, VLMQN 056157)
- 1962 - 'Na sera 'e maggio/'A sirena (Vis Radio, VLMQN 056163)
- 1962 - Mandulinata blu/Nuie ce lassammo (Vis Radio, VLMQN 056168)
- 1963 : 'O marenaro/Te lasso (Vis Radio, VLMQN 056171)
- 1963 - Oggi non ho tempo/Bianca luna (Vis Radio, VLMQN 056174)
- 1963 - Vorrei fermare il tempo/Prima sera (Vis Radio, VLMQN 056175)
- 1963 - Zingara malandrina/Brillante nire (Vis Radio, VLMQN 056179)
- 1963 - Suspiro 'e marenaro/'A canzona do cucchiere (Vis Radio, VLMQN 056180)
- 1963 - È stato un attimo/Lei solamente (Vis Radio, VLMQN 056183)
- 1963 - Briggì Bardò napulitana/Casarella (Vis Radio, VLMQN 056184)
- 1963 - Signore avvocato/Priggiuniero 'e guerra (Vis Radio, VLMQN 056188)
- 1963 - Purtatele sti rrose/Quanta rose (Vis Radio, VLMQN 056189)
- 1963 - Catena/'O vascio (Vis Radio, VLMQN 056191)
- 1963 - Fenesta 'ndussecosa/Sona, chitarra (Vis Radio, VLMQN 056192)
- 1963 - Napulitanata/'N'accordo in fa (Vis Radio, VLMQN 056193)
- 1963 - Surdate/Adduormete cu mme (Vis Radio, VLMQN 056194)
- 1963 - Malavia/'A spina 'e 'na rosa (Vis Radio, VLMQN 056201)
- 1963 - E' Napule/Ohi luna lù (Vis Radio, VLMQN 056202)
- 1963 - 'A canzone 'e tutte ssere/Io sò geluso (Vis Radio, VLMQN 056208)
- 1963 - Qui...Napoli/Margellina, Catarì (Vis Radio, VLMQN 056210)
- 1963 - 'A stessa Maria/T'aggia lassà (Vis Radio, VLMQN 056211)
- 1963 - Sunnano a Santa Lucia/'A chitarra e tu (Vis Radio, VLMQN 056213)
- 1963 - Maria yè yè/'A fenesta 'e rimpetto (Vis Radio, VLMQN 056216)
- 1963 - Indifferentemente/Dinta cchiesa (Vis Radio, VLMQN 056219)
- 1963 - Cu tte a Santa Lucia/Serenata argiento e blu (Vis Radio, VLMQN 056222)
- 1963 - Indifferentemente/Sunnanno a Santa Lucia (Vis Radio, VLMQN 056225)
- 1963 - Indifferentemente/Maria yè yè (Vis Radio, VLMQN 056226)
- 1964 : Suonne d'emigrante/Giuvinuttiello 'e Santa Lucia (Vis Radio, VLMQN 056244)
- 1964 - Capri si ttu/Bella busciarda (Vis Radio, VLMQN 056248)
- 1964 - Stanotte nun durmì/N'ata via (Vis Radio, VLMQN 056250)
- 1964 - Ddoje serenate/Suspiranno (Vis Radio, VLMQN 056257)
- 1964 - Damme 'nu suonno/Se parla 'e Napule (Vis Radio, VLMQN 056270)
- 1964 - Luna quadrata/Aspettanno dimane (Vis Radio, VLMQN 056271)
- 1964 - E' piccerella/Siente, Marì... (Vis Radio, VLMQN 056285)
- 1964 - Munasterio 'e Santa Chiara/Te voglio bene assaie (Vis Radio, VLMQN 056286)
- 1964 - Tarantella 'e natale/Natale int'e ccancelle (Vis Radio, VLMQN 056288)
- 1965 : Tu nun vuò bene a nisciuno/Ma comme chiove! (Vis Radio, VLMQN 056292)
- 1965 - Appuntamento a Napule/Cu tte accussì (Vis Radio, VLMQN 056298)
- 1965 - Manduline e lacreme/'Na chitarra, Pusilleco e tu (Vis Radio, VLMQN 056304)
- 1965 - Si te ne vaie/'E campane 'e Marechiaro (Vis Radio, VLMQN 056306)
- 1965 - Ammore pienzame/Chitarra antica (Vis Radio, VLMQN 056310)
- 1965 - Schiavo d'ammore/Rumanzo d'ammore (Vis Radio, VLMQN 056313)
- 1965 - Core napulitano/Dimmelo n'ata vota (Vis Radio, VLMQN 056314)
- 1966 :  Mare d'estate/'Na sera d'estate (Vis Radio, VLMQN 056344)
- 1966 - Suonno 'e piscatore/Balcone a S.Lucia (Vis Radio, VLMQN 056360)
- 1966 - Sole malato/Sulo pè nnuie (Vis Radio, VLMQN 056370)
- 1967 : Zì Munacella mia/La cammesella (Vis Radio, ViMQN 36926; lato A e B canta insieme a Giulietta Sacco)
- 1967 - Voce scunusciuta/Stasera (Vis Radio, ViMQN 36938)
- 1967 - Allegretto, ma non troppo/Miracolo d'ammore (Vis Radio, ViMQN 36939)
- 1968 : - Scusate... na preghiera!/Nun sposa cchiù (Vis Radio, ViMQN 36980)
- 1968 - È n'amico... ll'ammore/Famme capi' pecché (Vis Radio, VLMQN 056431)
- 1968 - Lacrema/Egregio milionario (La voce del padrone, MQ 2138)
- 1968 - Signore avvocato/'O marenaro (La voce del padrone, MQ 2146)
- 1969 - Fanfara 'e primmavera/Festa de 'nnammurate (La voce del padrone, MQ 2159)
- 1969 - Fermata obbligatoria/Vulimmoce bene (La voce del padrone, MQ 2161)
- 1969 - 'Nnammurata busciarda/Songo 'e nato (La voce del padrone, MQ 2162)
- 1970 : Lettera 'e natale/Vocca 'e mele (MA Record, MA MA1)
- 1970 - Pietà pò figlio mio/'Na storia (MA Record, MA MA2)
- 1970 - E vuie durmite ancora/Io sulamente (MA Record, MA MA3)
- 1970 - 'Nnammurato 'e Marechiaro/Io sulamente (MA Record, MA MA5)
- 1970 - 'A Madonna de rrose/Il sole è nato a Napoli (MA Record, MA MA6)
- 1970 - Stelletella, stelletè/Pentimento (MA Record, MA MA7)
- 1971 - 'O ballo in maschera/Vendetta 'e figlio (MA Record, MA MA10)
- 1971 - Calamita nera/Lettera straniera (MA Record, MA MA11)
- 1971 - L'urdemo segno 'e croce/Traditore (MA Record, MA MA12)
- 1972 - 'O grande attore/Avemmaria pe' tte (Bella Record, Bella Record BR 161)
- 1972 - 'E tre cuntrabbandiere/Pulecenella cu a tuta blu (Bella Record, Bella Record BR 164)
- 1972 - Catarì/Reginella (Bella Record, Bella Record BR 165)
- 1972 - Delitto a Via dei Mille/'Ncatenato (Bella Record, Bella Record BR 166)
- 1972 - Povero guappo/Brinneso (Bella Record, Bella Record BR 167)
- 1973 - Peccato/Nù munno 'e bene (Zeus Record, Zeus BE 403)
- 1973 - Gesù bambino nasce a Napoli 1ª parte/Gesù bambino nasce a Napoli 2ª parte (Zeus Record, Zeus BE 407)
- 1974 - Tradimento all'omertà 1ª parte/Tradimento all'omertà 2ª parte (prosa) (Zeus Record, Zeus BE 411)
- 1974 : Tu parte/Nun c'è bisogno 'e voce (Zeus Record, Zeus BE 412)
- 1974 : Tradimento all'omertà/Pronto soccorso (Zeus Record, Zeus BE 414)
- 1974 : 'Na varca a vela/Vattenne (Zeus Record, Zeus BE 419)